# 波尼法斯級巡防艦
波尼法斯級巡防艦，計劃時期名稱為F110型巡防艦（西班牙語：Clase F-110）為西班牙海軍為汰換聖塔瑪麗亞級巡防艦所展開的造艦計劃，全級艦計劃建造7艘。

## 同型艦
2023年8月9日，首艘西班牙F110波尼法斯級巡防艦（Bonifaz F110）在納凡提亞位於拉科魯尼亞
的費爾洛船廠舉行安放龍骨儀式，將編號311的分段搭載入乾塢中。
在2022年4月6日，F110首艦在納凡提亞位於費爾洛（Ferrol）的船廠舉行切割第一塊鋼板儀式開始建造，在2023年8月9日於該廠舉行安放龍骨儀式（將block 331分段搭載到乾塢中），命名為波尼法斯號（Bonifaz F111）；此時，該艦的33個分段中，有18個已經開始製造，3D數位建模已經完成80%，而艦上所需的裝備已經採辦了99%。Bonifaz預定2025年下水，2028年交艦。最後一艘（五號艦）預定在2032年交付。　
西班牙海軍2024年底提出「艦隊2050」（Armada 2050）的建軍計畫，預估耗時25年有計畫的重建海軍，建軍計畫當中，計畫2033年起增購2艘F110型巡防艦，預計總共採購7艘F110型巡防艦。
| 舷號 | 艦名                          | 開工           | 下水       | 服役       | 狀態   |
| ---- | ----------------------------- | -------------- | ---------- | ---------- | ------ |
| F111 | Bonifaz波尼法斯號             | 2023年8月9日   | 預計2025年 | 預計2028年 | 建造中 |
| F112 | Roger de Lauria勞里亞的羅傑號 | 2023年12月16日 | 預計2026年 | 預計2029年 | 建造中 |
| F113 | Menéndez de Avilés            |                |            | 預計2030年 | 計劃中 |
| F114 | Luis de Córdova               |                |            | 預計2031年 | 計劃中 |
| F115 | Barceló                       |                |            | 預計2032年 | 計劃中 |
|      |                               |                |            | 預計2033年 | 計劃中 |
|      |                               |                |            | 預計2033年 | 計劃中 |

### 相關
- 西班牙軍事
- 西班牙海軍
- 阿爾瓦羅·巴贊級巡防艦 西班牙

### 歐洲的類似巡防艦
- 伊萬·休特菲爾德級巡防艦 丹麦
- 薩克森級巡防艦 德国
- 七省級巡防艦 荷蘭
- 歐洲多用途巡防艦 法國/ 義大利
- 戈爾什科夫海軍元帥級巡防艦 俄羅斯

## 資料來源
1. 1 2 3 4 5   (PDF).   [2019-03-30]. （原始内容存档 (PDF)于2019-03-30）.
2. ↑  . Reuters. 2018-12-13  [2018-12-14]. （原始内容存档于2018-12-14） （英语）.
3. 1 2 3  記者劉宇捷. . 自由時報. 2025-01-03  [2025-01-04]. （原始内容存档于2025-01-04） （中文（臺灣））.
4. 1 2 3 4 5  .   [2020-09-07]. （原始内容存档于2019-12-16）.

## 外部連結
- Maqueta presentada por Navantia de la F-110 en el Euronaval 2010 de París（页面存档备份，存于）